# 超劇場版 Keroro軍曹 4 逆襲的龍勇士
第四部《超劇場版 Keroro軍曹》於2008年7月拍板製作，並於2009年3月7日在日本上映，票房約為4.6億日圓。香港則於2009年7月9日上映，票房約為300萬港元。今次作品標題首次不加上數字，亦特別紀念和慶祝Keroro軍曹作品誕生10週年。內容分為兩個情節不同的故事。其中長篇的是；而短篇則是原作前傳，曾在香港部分地區於放映後，連同長篇故事以加長版本再次放映。

## 情節簡介
- （龍勇士的逆襲）

在某一日，世界各地出現了被稱為「龍之尾」這種無法解釋的巨大物體。為了查明真相，Keroro小隊分別在紐約、巴黎、悉尼、坦桑尼亞和內東京市調查。可是，Tamama卻在巴黎失蹤了!得知這消息的Keroro小隊，立刻趕往跟事件有關的法國著名世界文化遺產—聖米歇爾山。就在這裡，神秘法國少女紫苑突然出現？
- （Keroro軍曹出發！全員集合！！）

無論在漫畫或是電視動畫，Keroro軍曹的第1集都是以KERORO如何來到日向家為開始。不過，Keroro在K隆星出發的時候，以及前往藍星的之間旅程，到底發生了甚麼事呢？劇場版限定的第0集將會公開多項故事懸疑的真相，使踏入誕生10週年的Keroro軍曹作品，更為完滿。

## 標語
- 「地球最大的危機！Keroro龍降臨是也！」

## 新登場人物
- 希恩，港譯紫菀（シオン 配音：水樹奈奈；台灣→林美秀；香港→張紋嘉）

劇場版限定人物，全名為裴利希達·希恩·德拉君（フェリシタシオン·ドゥ·ドラクーン），希恩為小名。法國富豪家族－德拉君家的千金大小姐，與桃華一樣同為獨生女，雙親於一年前身亡，因此跟桃華最大的不同是她是真正的孤兒。是桃華的兒時玩伴，因此西澤家與德拉君家兩家可說是世交。持有家族代代相傳的「龍之書」，能唸出書本內的咒文使K隆星人變成龍。
後於動畫第356集再度登場，據Galulu中尉表示K隆星目前正遭遇強大的敵人侵略，Keroro小隊為了拯救故鄉，請她前來日本將他們變成龍。
- 皮耶爾，港譯皮爾（ピエール 配音：鄉里大輔；台灣→黃天佑）

劇場版限定人物，德拉君家的管家兼保鑣，希恩父母身亡後即由他將其扶養長大。擁有魁梧壯碩的體格，是一名相撲高手，曾與波爾在哈林街頭對決過。
雖然對希恩有著忠誠心，但是希恩於動畫第356集搭機前往日本時並沒有隨行。
- Keroro龍

Keroro受「龍之書」影響而化身的龍。可能是本作進化最強的龍。
- Tamama龍

Tamama受「龍之書」影響而化身的龍。在五條龍中唯一呈長條形，是一條具有東方風格的蛟龍。
- Giroro龍

Giroro受「龍之書」影響而化身的龍。能使用槍械武器攻擊敵人，是一隻赤色狂野的龍槍士。
- Kururu龍

Kururu受「龍之書」影響而化身的龍。精通一切電子資訊之操作能力，是一隻身旁環繞詭譎紫電的智能龍。
- Dororo龍

Dororo受「龍之書」影響而化身的龍。能用巨大的武士刀使出得意之一刀斬，是一隻俠道正義感的龍劍士。
- Terara（テララ 配音：大谷育江；台灣→雷碧文）

地球龍的善良之心化身而成的K隆星人，也是地球龍將能源歸還給地球後的剩餘物質。頭上的帽子是希恩的，名字也是希恩取的。
後於動畫第356集再度登場，作為讓Keroro小隊變成龍的媒介，同時擁有跟希恩一模一樣的另一頂帽子。

## 歌曲
- （大家都愛著你；龍勇士的逆襲主題曲）
演唱：Kiroro，作詞：金城綾乃，編曲：石塚知生
- 「Space Roller Coaster GO GO !」（Keroro軍曹第0集主題曲）
演唱：JAM Project、NICE GIRL μ，作詞、作曲：影山浩宣，編曲：R.O.N.
- （Keroro・日本!）
演唱：內藤大助、加藤夏希，作詞：西直紀，作曲、編曲：鈴木さえ子、掛川陽介、本澤尚之
- 
演唱：水樹奈奈（希恩），作詞：山口宏，作曲、編曲：鈴木さえ子、掛川陽介、本澤尚之